# Hiro Nakamura
Hiro Nakamura är en rollfigur i TV-serien Heroes, spelad av Masi Oka. Hiro äger förmågan att förflytta sig i och manipulera tiden. Figuren har blivit en av de mest populära bland seriens anhängare.

## Biografi
Hiro Nakamura blev förälskad i Charlie Andrews, en annan individ med övermänsklig förmåga, och försökte rädda henne från att bli dödad av Sylar genom att färdas tillbaka i tiden. Han lyckades inte med detta och insåg då att hans kraft var större än hans egna ambitioner. Han är en inbiten trekker, så hans förmåga att kunna förflytta sig lika snabbt som med en transportör i Star Trek är som en dröm för honom. 

## Tidsparadoxer och -ändringar
Tillsammans med mötet med en framtida Hiro har nutidens Hiro mött eller skapat flera tidsparadoxer eller förändringar av tidsflödet. 
- Hiro reser med sin vän Ando till USA[3] samtidigt som Ando fortfarande var i Japan när han tidigare gjorde ett rumtidshopp till New York fem veckor in i framtiden[4]. På Andos direkta fråga om detta, så säger Hiro bara att de ändrar historien allt eftersom, vilket Ando accepterar.
- Hiro reste 6 månader tillbaka i tiden för att rädda Charlie[5].
  - Väl tillbaka i tiden ändrade han historien igen genom att skapa en nära relation med Charlie, mest synligt genom att ett fotografi av henne vid hennes födelsedagsfirande nu också innehåller Hiro.
  - Vid ett tillfälle ringde Hiro till sig själv i Japan[2]. ** Charlie berättade för Hiro och Ando att hon hade fått en japansk parlör när hon fyllde år[6] och senare visar det sig att det är Hiro som gav den till henne[2].
- Konstnären Isaac Mendez målar en gång en tavla som visar Hiro kämpandes med ett svärd mot ett förhistoriskt djur. Det har därför ansetts troligt att Hiro någon gång i framtiden kommer att färdas långt bak i det förflutna[7]. ( Hiro färdas inte tillbaks i tiden utan han poserar bara med svärdet mot en dinosaurie på ett museum)
- Hiro träffar sig själv i framtiden och får reda på att Claire Bennet inte dött av Sylar.[8]

## Övrigt
Aya Nakamura, som egentligen heter Aya Danioko, beundrar den japanska karaktären Hiro Nakamura och använder den därför som artistnamn. 